# Hrvati u Paragvaju
Hrvati u Paragvaju (špa. Inmigración croata en Paraguay) su osobe u Paragvaju s punim, djelomičnim, ili većinskim hrvatskim podrijetlom, ili u Hrvatskoj rođene osobe s prebivalištem u Paragvaju. Procjenjuje se da u Paragvaju živi oko 5.000 hrvatskih iseljenika i njihovih potomaka. 

## Povijest
Prvi pisani spomen o Hrvatima u Paragvaju je iz 19. stoljeća. 4. kolovoza 1889. godine, hrvatski su iseljenici osnovali slavensko udruženje pod nazivom "Udruzenje zajednica uzajamne pomoci". Nagli porast hrvatskih useljenika se bilježi nakon 2. svjetskog rata, kada u Južnu Ameriku pristižu tisuće preživjelih žrtava i političkih izbjeglica. Za vrijeme predsjednika Alfreda Stroessnea za čijeg je vremena službeno proglašen državni antikomunizam.
Nakon raspada Jugoslavije i uspostave Republike Hrvatske dio Hrvata se vraća u domovinu kako bi sudjelovali u Domovinskom ratu. Paragvajski Hrvati na poticaj hrvatskoga veleposlanstva osnivaju u glavnom gradu Asuncionu u lipnju 2007. godine Udruge potomaka i doseljenih Hrvata u Paragvaju (šp. Asociacion de descendientes y residentes Croats en el Paraguay), prvi je to hrvatski iseljenički klub u Paragvaju.

## Poveznice
- Dodatak:Popis poznatih paragvajskih Hrvata